# Jan Boogaerts
Pour les articles homonymes, voir Boogaerts.
Jan Boogaerts, né le 18 mars 1964, est un cavalier belge de reining.

## Carrière
Aux Jeux équestres mondiaux de 2010, il est médaillé d'argent par équipe avec Bernard Fonck, Cira Baeck et Ann Poels.